# Pleurosoma gracilis
Pleurosoma gracilis là một loài bướm đêm thuộc phân họ Arctiinae, họ Erebidae.